# Изгубљени (јужнокорејска ТВ серија)
Изгубљени (корејски: 인간실격 нова романизација: Ingansilgyeok; буквално “Људска дисквалификација”) је јужнокорејска телевизијска серија из 2021. године у којој главне улоге тумаче Јеон До-иеон и Риу Јун-иеол. Означен као „ЈТБЦ-јев специјални пројекат десете годишњице“, емитован је од 4. септембра до 24. октобра 2021. суботом и недељом, у термину у 22:30 по Корејском стандардном времену (КСТ). 

## Радња
Прича о обичним људима који су цео живот напорно радили да би успели да се изборе за оно мало среће у животу, али изненада схвате да се „ништа није догодило“ усред различитих тескоба које им живот приреди. 
Јеон До-иеон у улози Бу-јеонг, списатељица у сенци (она пише књигу у име славне личноси али се не наводи као аутор исте) која жели да напише оригинално дело у своје име. Дала је све од себе у животу, али изненада наилази на неуспех и губи разлог за живот. Риу Јун-иеол у улози Канг-јае, човек који се суочава са крајем своје младости и који се плаши да „не постане ништа“. Одрастао је у сиромаштву и сања да постане богат. Он води услужну компанију која организује људе да преузму различите улоге које захтевају клијенти, углавном жене млађим мушкарцима.
Парк Биунг-еун у улози Јунг-соо, Бу-јеонгин муж који је шеф тима за управљањем дистрибуције хране  у услужном ресторану који се налази у робној кући.
Јунг-соо живи са својом женом Бу-јеонг и његовом мајком, која је крајње крута и злобна према Бу-јеонг, чак јој претура и по личним стварима.
Ким Хио-јин у улози  Киунг-еун. Она је Јунг-соо-ова прва љубав, њен муж је тренутно тешко болестан, борећи се против рака. Она тражи неку врсту утехе у Јунг-сооу, будећи његова дубоко затрпана осећања према њој.
Ова драма је базирана на књизи Јапанског писца Осаму Дазаја „Дисквалификован човек“ (јап. 人間失格, Нинген Шикаку). Дисквалификован човек је последњи роман који је Дазај завршио и уједно његово најпознатије дело. Оно је посвећено теми агоније отуђеног човека  и представља све његове идеје, разочараност у промену друштва и отуђеност од остатка света, сумиране у једног лика, који за себе верује да више не заслужује да се сматра човеком. Овај роман настаје у његојој трећој фази стваралаштва. Трећа развојна фаза стваралаштва Осамуа Дазаја представља повратак ранијем аутобиографском стилу и темама отуђености.

## Глумци

### Главна постава:
- Јеон До-иеон у улози Бу-јеонг

- Риу Јун-иеол у улози Канг-јае

- Парк Биунг-еун у улози Јунг-соо

- Ким Хио-јин у улози Киунг-еун

### Споредна глумачка екипа:

#### Људи у животу Бу-јеонг
- Парк Ин-хван у улози Чанг-сука, Бу-јеонгов отац.
- Шин Шин-ае у улози Мин-ја, Јунг-соова мајка.
- Парк Ји-јонг у улози Ах-ран, глумица и ауторка бестселера.

#### Људи у животу Канг-јеа
- Ју Су-бин као Так / Сун-јоо (право име), Канг-јаеов најбољи пријатељ.

- Син На-еун у улози  Мин-јунг, Канг-јаеов  пријатењица која је биши идол.

- Јо Еун-ји у улози  Сун-гиу, фармацеут.

- Јанг Донг Геун у улози Ву Нам, медицинска сестра која ради у крилу интензивне неге.

- Канг Ји-еун у улози Ми-сун, Канг-јаеина мајка.

- Лее Сео-хван у улози  Јанг-гиу, Ми-сун-ов укућанин.

- Рју Џи-хун у улози Џонг-хун, вођа „услужног“ тима где ради Канг-јеа.

#### Други
- Ох Кванг-рок у улози Јин-сеоп, глумац.

- Лее Се-на у улози Ји-на, Јин-сеопов љубавник.

- Канг Хиунг-сук у улози Јун-хиук, Јунг-соов сарадник.

## Продукција
Изгубљени је први телевизијски пројекат филмског редитеља Хур Јин-хоа. Такође обележава повратак на мале екране главних звезда Јеон До-иеон и Риу Јун-иеола након пет година.
Објављено је да је прво читање сценарија са глумачком екипом одржано 6. јануара 2021.